# Popinci
Popinci (izvirno srbsko Попинци) je naselje v Srbiji, ki upravno spada pod Občino Pećinci; slednja pa je del Sremskega upravnega okraja.

## Demografija
V naselju živi 1025 polnoletnih prebivalcev, pri čemer je njihova povprečna starost 37,6 let (35,8 pri moških in 39,4 pri ženskah). Naselje ima 415 gospodinjstev, pri čemer je povprečno število članov na gospodinjstvo 3,28.
To naselje je, glede na rezultate popisa iz leta 2002, večinoma srbsko.
|  |

| Demografija | Demografija     | Demografija     |
| Leto        | Št. prebivalcev | Št. prebivalcev |
| ----------- | --------------- | --------------- |
|             |                 |                 |
|             |                 |                 |
|             |                 |                 |
|             |                 |                 |
| 1948        | 1483            |                 |
| 1953        | 1436            |                 |
| 1961        | 1360            |                 |
| 1971        | 1273            |                 |
| 1981        | 1252            |                 |
| 1991        | 1219            | 1213            |
| 2002        | 1371            | 1360            |
|             |                 |                 |

| Etnična sestava po popisu iz leta 2002 | Etnična sestava po popisu iz leta 2002 | Etnična sestava po popisu iz leta 2002 | Etnična sestava po popisu iz leta 2002 | Etnična sestava po popisu iz leta 2002 |
| -------------------------------------- | -------------------------------------- | -------------------------------------- | -------------------------------------- | -------------------------------------- |
| Srbi                                   | Srbi                                   |                                        | 1.232                                  | 90,58%                                 |
| Romi                                   | Romi                                   |                                        | 110                                    | 8,08%                                  |
| Hrvati                                 | Hrvati                                 |                                        | 6                                      | 0,44%                                  |
| Makedonci                              | Makedonci                              |                                        | 4                                      | 0,29%                                  |
| Črnogorci                              | Črnogorci                              |                                        | 1                                      | 0,07%                                  |
| Madžari                                | Madžari                                |                                        | 1                                      | 0,07%                                  |
| Jugoslovani                            | Jugoslovani                            |                                        | 1                                      | 0,07%                                  |
| Neznano                                | Neznano                                |                                        | 3                                      | 0,22%                                  |